# David de la Cruz
David de la Cruz Melgarejo (ur. 6 maja 1989 w Sabadell) – hiszpański kolarz szosowy.

## Osiągnięcia
Opracowano na podstawie:

2012
- 2. miejsce w Vuelta a Asturias
- 1. miejsce w klasyfikacji młodzieżowej Volta a Portugal

2016
- 7. miejsce w Vuelta a España
  - 1. miejsce na 9. etapie

2017
- 1. miejsce na 8. etapie Paryż-Nicea
- 1. miejsce na 3. etapie Vuelta al País Vasco
- 3. miejsce w Vuelta a Burgos

2018
- 1. miejsce na 5. etapie Vuelta a Andalucía
- 1. miejsce na 8. etapie Paryż-Nicea
- 3. miejsce w Vuelta a Burgos

2020
- 1. miejsce w klasyfikacji górskiej Critérium du Dauphiné
- 7. miejsce w Vuelta a España

2021
- 2. miejsce w mistrzostwach Hiszpanii (jazda indywidualna na czas)
- 7. miejsce w Vuelta a España

## Rankingi
| Rok              | 2011 | 2012 | 2013  | 2014 | 2015 | 2016 | 2017 | 2018 | 2019 | 2020 | 2021 | 2022 | 2023 | 2024 |
| ---------------- | ---- | ---- | ----- | ---- | ---- | ---- | ---- | ---- | ---- | ---- | ---- | ---- | ---- | ---- |
| UCI World Tour   |      |      |       |      | -    | 70.  | 85.  | 103. |      |      |      |      |      |      |
| World Ranking    |      |      |       |      |      | 132. | 103. | 141. | 384. | 109. | 124. | 538. | 375. | 416. |
| UCI Europe Tour  | 686. | 95.  | 1188. | 720. |      | 889. | 238. | 292. | 306. | 92.  | 106. | 424. | -    | -    |
| UCI Asia Tour    | -    | -    | -     | -    |      | -    | 219. | 254. |      |      |      |      |      |      |
| UCI America Tour | -    | -    | 292.  | 133. |      | -    | -    | -    |      |      |      |      |      |      |
|                  |      |      |       |      |      |      |      |      |      |      |      |      |      |      |
| Źródło: UCI      |      |      |       |      |      |      |      |      |      |      |      |      |      |      |